# Niels Hansen Nielsen
Niels Hansen Nielsen (født 26. maj 1815 i Løserup nord for Holbæk, død 4. oktober 1858 samme sted) var en dansk gårdfæster og politiker.
Nielsen var søn af gårdfæster Niels Nielsen. Han lærte landbrug og var selv gårdfæster i sin fødeby Løserup ved Holbæk fra 1837 til sin død i 1858. Han var sogneforstander fra 1842 til 1847.
Han var stænderdeputeret ved Østifternes Stænderforsamling i 1848 og medlem af Den Grundlovgivende Rigsforsamling valg i Holbæk Amts 5. distrikt.